# Broniec
Broniec (deutsch Bronietz, 1936–1945 Wehrenfelde) ist eine Ortschaft in Oberschlesien. Sie liegt in der Gemeinde Olesno (Rosenberg OS) im Powiat Oleski der Woiwodschaft Opole (Oppeln).

## Geographie

### Geographische Lage
Broniec liegt im nordöstlichen Teil Oberschlesiens im Rosenberger Land. Das Dorf Broniec liegt rund neun Kilometer östlich der Kreisstadt Olesno und etwa 57 Kilometer nordöstlich der Woiwodschaftshauptstadt Opole.
Der Ort liegt in der Wyżyna Woźnicko-Wieluńska (Woischnik-Wieluń Hochland) innerhalb der Obniżenie Liswarty (Lisswarther Senke). Nördlich des Dorfes liegen weitläufige Waldgebiete. Östlich des Dorfes verläuft die Woiwodschaftsstraße Droga wojewódzka 494. Nördlich des Dorfes fließt der Bach Prąd.

### Nachbarorte
Nachbarorte von Broniec sind im Südwesten Borki Małe (Klein Borek) und im Südosten Borki Wielkie (Groß Borek).

## Geschichte

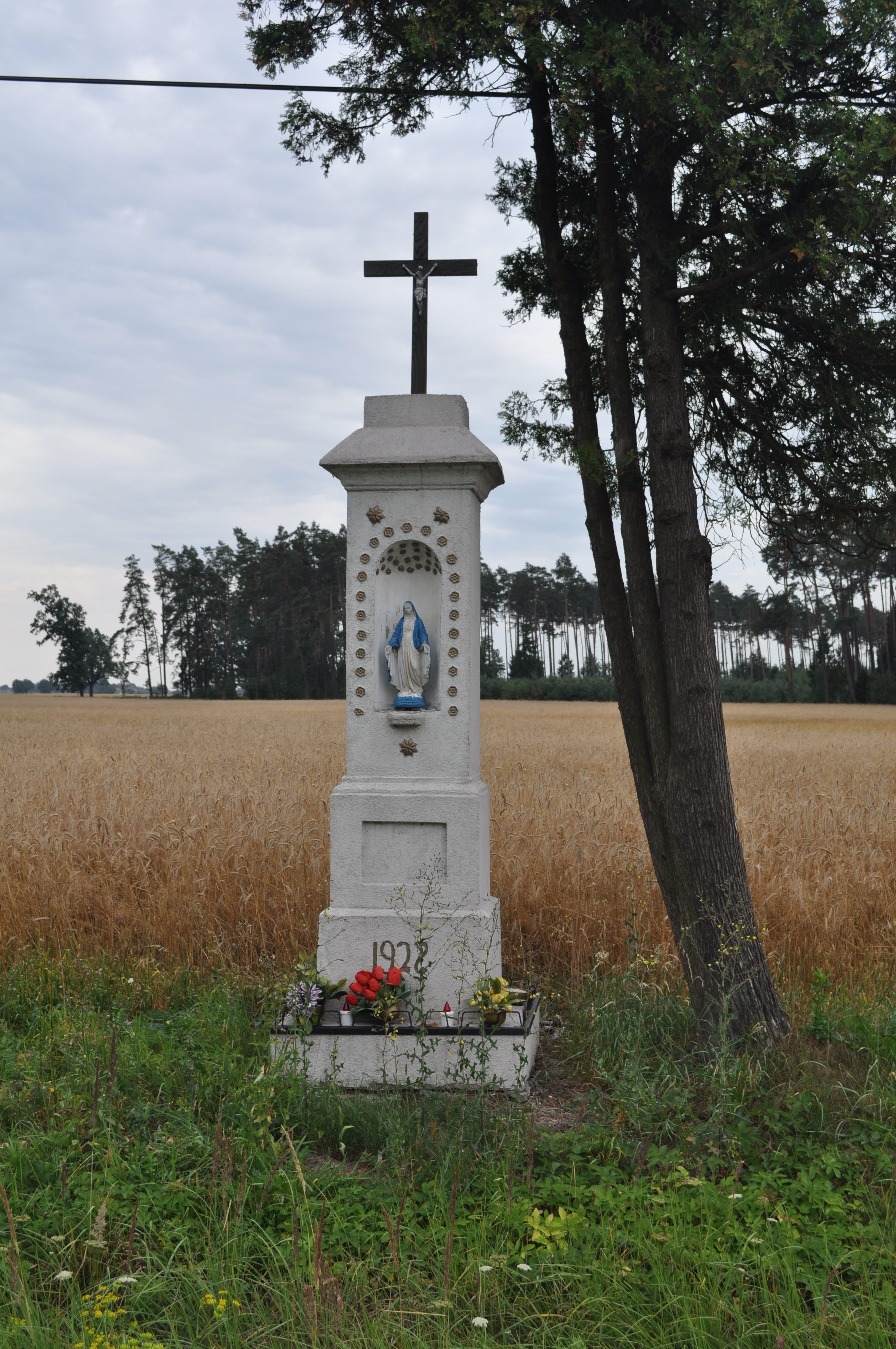
Wegekapelle

Der Ortsname leitet sich von der Bestimmung des Ortes ab und bedeutet Waffenplatz.
Nach dem Ersten Schlesischen Krieg 1742 fiel Bronietz mit dem größten Teil Schlesiens an Preußen.
Nach der Neuorganisation der Provinz Schlesien gehörte die Landgemeinde Bronietz ab 1816 zum Landkreis Rosenberg O.S. im Regierungsbezirk Oppeln. 1845 bestanden im Dorf eine Ziegelei und 36 Häuser. Im gleichen Jahr lebten in Bronietz 227 Menschen, allesamt katholisch. 1855 zählte das Dorf 270 Menschen. 1865 zählte Bronietz 16 Bauern, vier Gärtner und einen Häusler. 1874 wurde der Amtsbezirk Groß Borek gegründet, welcher aus den Landgemeinden Bronietz, Groß Borek und Klein Borek und dem Gutsbezirk Groß Borek bestand. 1885 zählte Bronietz 271 Einwohner.
Bei der Volksabstimmung in Oberschlesien am 20. März 1921 stimmten 66 Wahlberechtigte für einen Verbleib Oberschlesiens bei Deutschland und 111 für eine Zugehörigkeit zu Polen. Bronietz verblieb nach der Teilung Oberschlesiens beim Deutschen Reich. 1925 zählte Bronietz 309, 1933 wiederum 314 Einwohner. Am 27. April 1936 wurde der Ort im Zuge einer Welle von Ortsumbenennungen der NS-Zeit in Alteneichen umbenannt. Zum 1. April 1939 wird Alteichen in die Gemeinde Brückenort eingegliedert. Bis 1945 befand sich der Ort im Landkreis Rosenberg O.S.
1945 kam der bis dahin deutsche Orte unter polnische Verwaltung und wurde anschließend der Woiwodschaft Schlesien angeschlossen und ins polnische Broniec umbenannt. 1950 kam der Ort zur Woiwodschaft Oppeln und 1975 zur Woiwodschaft Tschenstochau. 1993 wurde der Personenverkehr entlang der Bahnstrecke der ehemaligen Rosenberger Kreisbahn eingestellt. 1999 kam der Ort zum wiedergegründeten Powiat Oleski und wieder zur Woiwodschaft Oppeln.

## Sehenswürdigkeiten
- Wegekapelle mit Marienstatue, 1922 errichtet.

## Vereine
- Freiwillige Feuerwehr OSP Broniec.